# کلاه‌طلایی
کلاه‌طلایی (انگلیسی: Casque d'Or) فیلمی درام و جنایی به کارگردانی ژاک بکر است که در سال ۱۹۵۲ منتشر شد.

## بازیگران
- سیمون سینیوره
- سرژ رجیانی
- کلود دوفا
- گستون مودو
- ریموند بوسیر
- روژه ونسان
- لئون باری